# Élection présidentielle kazakhe de 2011
Une élection présidentielle s'est tenue au Kazakhstan (kazakh : Қазақстан Республикасы Президентінің кезектен тыс сайлауы) le 3 avril 2011.

## Contexte
Le Kazakhstan est gouverné par le président Noursoultan Nazarbaïev depuis 1989, soit avant son indépendance vis-à-vis de l'Union soviétique. Nazarbaïev fut réélu à ce poste, au suffrage universel direct, en 2005, avec 91,15 % des voix et un mandat de sept ans. En 2007, un amendement constitutionnel lui permit de se porter candidat pour un nombre indéfini de mandats. Par ailleurs, en 2010, Nazarbaïev se « [fit] attribuer [...] le titre d'Elbassy (chef de la Nation en kazakh), statut qui lui confère, à vie, le pouvoir de décider des grandes orientations politiques du pays ainsi qu'une immunité perpétuelle ». Dans le même temps, le Parlement — où seul siège le parti présidentiel, Nour-Otan — avait proposé un référendum qui aurait annulé toutes les élections jusqu'en 2020, permettant au président de siéger jusqu'à cette date sans consultation électorale. Le projet fut invalidé par le conseil constitutionnel, et en janvier 2011 Nazarbaïev annonça des élections anticipées pour avril. Selon L'Express, cette annonce « a surpris l'opposition, ne lui laissant aucune chance de surmonter ses divisions et de se regrouper derrière une candidature commune ». L'opposition a ainsi boycotté l'élection,,,.

## Mode de scrutin
Le président de la République du Kazakhstan est élu au scrutin uninominal majoritaire à deux tours pour un mandat de cinq ans. Si aucun candidat ne recueille la majorité absolue au premier tour, un second est organisé entre les deux candidats arrivés en tête, et celui recueillant le plus de voix l'emporte.

## Candidats
Malgré le boycott de l'opposition, il y avait quatre candidats : le président sortant, et trois « responsables politiques avalisés par le régime ».
Noursoultan Nazarbaïev était le candidat du parti Nour-Otan. Mels Yeleussizov était un candidat écologiste, du parti Tabigat. Gani Kasimov représentait le Parti des patriotes, et Jambil Akhmetbekov, le Parti du peuple communiste.
Nazarbaïev fit notamment campagne en se présentant comme le garant de la stabilité et du développement économique du pays.
La réélection du président sortant étant attendue, le principal enjeu était le taux de participation. « Aucune élection au Kazakhstan n'a été reconnue comme libre par l'Organisation pour la sécurité et la coopération en Europe (OSCE) depuis l'indépendance du pays en 1991 », mais, selon l'Agence France-Presse, « [s]i le Kazakhstan est loin d'être un modèle démocratique, Noursoultan Nazarbaïev bénéficie d'une réelle popularité auprès de ses 16 millions de concitoyens ».
Mels Eleoussizov, le candidat écologiste, annonça le jour du scrutin qu'il n'avait pas voté pour lui-même mais pour Nazarbaïev, en « signe de respect ».

## Résultats
Les résultats suivants furent annoncés par la commission électorale. Le taux de participation était de 89,99 %,.
| Candidats              | Premier tour | Premier tour |
| Candidats              | Voix         | %            |
| ---------------------- | ------------ | ------------ |
| Noursoultan Nazarbaïev | 7,850,958    | 95,55        |
| Gani Kasimov           | 159,036      | 1,94         |
| Jambil Akhmetbekov     | 111,924      | 1,36         |
| Mels Yeleussizov       | 94,452       | 1,15         |